# Verkiezingen voor het Europees Parlement

Politieke fracties in het Europees Parlement na de verkiezingen 2019:
Europees Unitair Links/Noords Groen Links (GUE/NGL)
Progressieve Alliantie van Socialisten en Democraten (S&D)
De Groenen/Vrije Europese Alliantie (Groenen/VEA)
Renew Europe (RE)
Fractie van de Europese Volkspartij (christendemocraten) (EVP)
Europese Conservatieven en Hervormers (ECH)
Identiteit en Democratie (ID)
Niet-fractiegebonden leden van het Europees Parlement (NI)

De verkiezingen voor het Europees Parlement (ook aangeduid als de Europese verkiezingen) vinden om de vijf jaar plaats in de 27 lidstaten van de Europese Unie, voor het laatst in 2024. De definitieve uitslagen zijn nog niet bekend, bij de voorlaatste verkiezingen, in 2019, werden 751 parlementsleden verkozen, die ongeveer 500 miljoen Europeanen vertegenwoordigen. Meer dan 375 miljoen EU-burgers waren stemgerechtigd, zodat dit de grootste transnationale verkiezingen in de geschiedenis waren. Sinds 1 februari 2020 telt het parlement 705 zetels, als gevolg van de uittreding van het Verenigd Koninkrijk uit de Unie (brexit). Het aantal zetels dat met ingang van de verkiezingen van 2024 ter beschikking staat is 720.
Het Europees Parlement vertegenwoordigt de burgers uit de lidstaten van de Europese Unie bij het nemen van besluiten over de regels die binnen de Unie gelden en zijn uitgaven. Ook houdt het Parlement namens de bevolking toezicht op de uitvoerende organen. Het is het enige multinationale parlement ter wereld dat op basis van het universeel stemrecht wordt samengesteld. Het wordt sinds juni 1979 rechtstreeks verkozen. Van 1958 tot 1979 was er een getrapt kiessysteem; Europarlementsleden werden door de nationale parlementen van de lidstaten benoemt en uit hun gelederen gekozen.
Op heel wat beleidsterreinen is het Europees Parlement medewetgever met de Raad van de Europese Unie, dat is de vergadering van vakministers van de lidstaten. Op het gebied van landbouw en buitenlands beleid hoeft de Raad het parlement alleen te raadplegen of informeren, maar daardoor kunnen debatten en resoluties van het parlement de besluiten van de Raad wel beïnvloeden of zorgen dat onderwerpen op de Europese agenda komen. Het Parlement beschikt ook over begrotingsbevoegdheden en speelt een rol bij de democratische controle van alle Europese instellingen.
Kandidatenlijsten worden per land opgesteld volgens de daar geldende regels, doorgaans door de nationale politieke partijen. De verkiezingsprocedure wordt per land afzonderlijk bepaald. EU-burgers kunnen alleen stemmen op kandidaten in hun eigen kiesdistrict of land, tenzij ze in een andere lidstaat wonen, dan mogen ze ook op kandidaten of lijsten uit dat land stemmen.
In het Parlement zijn de fracties samengesteld uit afgevaardigden van nationale partijen die zichzelf tot dezelfde politieke richting rekenen, partijfamilie genoemd. Deze fracties kiezen in aanloop naar de verkiezingen elk een lijsttrekker voor de functie van voorzitter van de Europese Commissie, de Spitzenkandidat. Na de verkiezingen wordt door het nieuwe Parlement, op voordracht van de vergadering van Europese regeringsleiders, de Europese Raad, een nieuwe voorzitter gekozen.
Er zijn vier achtereenvolgende dagen in de maand juni waarop de burgers van een lidstaat naar de stembus kunnen gaan, donderdag tot en met zondag. In Nederland vinden deze verkiezingen daarom in tegenstelling tot de overige verkiezingen niet op een woensdag plaats, maar op een donderdag. In veel andere landen, als bijvoorbeeld België, Luxemburg, Duitsland en Frankrijk, zijn de verkiezingen op zondag.

## Stemprocedure en kandidaten

### Stemprocedure
Afhankelijk van de wetgeving binnen elke lidstaat zijn er kleine verschillen, doch bijna iedereen van 18 jaar of ouder en met de nationaliteit van een van de 27 EU-landen is stemgerechtigd. In sommige landen is de leeftijdsgrens lager. De verkiezingen voor het Europees Parlement worden in grote mate nog steeds georganiseerd volgens nationale wetten, regels en tradities. In België en Duitsland werd in 2024 voor het eerst door kiesgerechtigden vanaf zestien jaar gestemd.
Gemeenschappelijke Europese regels bepalen dat de verkiezingen vrij, geheim en bij algemeen universeel stemrecht moeten plaatsvinden. Europarlementsleden moeten op basis van evenredige vertegenwoordiging in de lidstaten verkozen worden. De lidstaat bepaalt zelf of er een systeem van open of van gesloten lijsten wordt toegepast.
Bij open lijsten kan de kiezer voor een of meerdere kandidaten op de lijst een voorkeur aangeven. Bij gesloten lijsten leggen de politieke partijen de volgorde van de kandidaten op de lijst vast en kan de kiezer alleen een stem op de partij uitbrengen. Een minimumdrempel voor de zeteltoewijzing is toegestaan, maar die drempel mag niet hoger liggen dan 5 % van de op nationaal niveau uitgebrachte stemmen. De drempel kan per land variëren.
De verkiezingsperiode wordt op EU-niveau bepaald, maar de precieze datum binnen deze periode waarop er gestemd wordt en de openingsuren van de kiesbureaus variëren afhankelijk van de nationale kieswetten. Er is stem- of opkomstplicht in België, Bulgarije, Cyprus, Griekenland en Luxemburg.
EU-burgers die in een andere EU-lidstaat wonen dan hun thuisland hebben het recht om daar te stemmen en verkozen te worden. De specifieke procedures daarvoor kunnen wel in nationale kieswetten zijn vastgelegd. EU-burgers die buiten de EU wonen (EU-buitenland) en in hun land van oorsprong willen stemmen, moeten dat volgens de kieswet van het land van hun nationaliteit doen. Sommige lidstaten – onder andere Nederland, Duitsland en Italië – bieden de mogelijkheid aan om per brief te stemmen. Om daarvan gebruik te kunnen maken moet men zich veelal van tevoren laten registreren. EU-burgers die buiten de Europese Unie wonen kunnen in de meeste gevallen ook stemmen vanuit het buitenland, maar dat geldt niet voor alle nationaliteiten. Soms kan men stemmen in een ambassade of een consulaat terecht.

### Kandidaten
In 2014 werd een systeem ontwikkeld waarbij elke partijfamilie een kandidaat aanwijst die ze ziet als de mogelijke nieuwe voorzitter van de Europese Commissie, de zogenaamde Spitzenkandidat. Deze Europese lijsttrekkers voeren Europawijd campagne tegen elkaar zodat de burgers beter kunnen weten waar elke partijfamilie voor staat. Na de verkiezingen van 2019 werd echter geen van de door de Europese partijen gekozen lijsttrekkers tot voorzitter gekozen. Mede daardoor kwam het systeem van Spitzenkandidaten ter discussie te staan. Desondanks hebben de meeste partijen voor de verkiezingen van 2024 opnieuw een Spitzenkandidat voorgedragen.

## Zetelverdeling
Het Europees Parlement telt maximaal 751 zetels en de verdeling over de lidstaten is degressief evenredig aan de bevolkingsgrootte van de lidstaten. Dat betekent dat lidstaten met een relatief klein inwonertal in verhouding meer zetels krijgen dan het geval zou zijn bij een strikt evenredige vertegenwoordiging. Alle 27 lidstaten hebben afhankelijk van het inwoneraantal een vast aantal zetels. Dit loopt uiteen van 6 zetels voor Malta tot 96 voor Duitsland. Bijgevolg hebben Malta en Luxemburg tot 2019 evenveel zetels als Estland, hoewel Estland ongeveer drie keer zoveel inwoners heeft.
Na de verkiezingen worden in elk land deze zetels verdeeld. Elk land gebruikt hierbij zijn eigen regels voor de zetelverdeling. In België heeft de Vlaamse Gemeenschap 12 zetels (Nederlands kiescollege), de Franse Gemeenschap 8 zetels (Frans kiescollege) en de Duitstalige Gemeenschap 1 zetel (Duitstalig kiescollege). Nederland kent maar één Europese kieskring, die overeenstemt met het hele grondgebied.
Een ongeldige stem wordt aan geen enkele politieke partij toebedeeld. Een blanco stem wordt wel meegerekend in het opkomstpercentage, maar heeft geen invloed op de uitslag van de verkiezingen. Een blanco stem wordt verder gezien als een ongeldige stem.

### Ontwikkeling zetelaantal per lidstaat
|                     | Sep 1952 | Mrt 1957 | Jan 1973 | Jun 1979 | Jan 1981 | Jan 1986 | Jun 1994 | Jan 1995 | Mei 2004 | Jun 2004 | Jan 2007 | Jun 2009 | Dec 2011 | Jul 2013 | Jul 2014 | Jul 2019 | Feb 2020 |
| ------------------- | -------- | -------- | -------- | -------- | -------- | -------- | -------- | -------- | -------- | -------- | -------- | -------- | -------- | -------- | -------- | -------- | -------- |
| België              | 10       | 14       | 14       | 24       | 24       | 24       | 25       | 25       | 25       | 24       | 24       | 22       | 22       | 22       | 21       | 21       | 21       |
| Duitsland           | 18       | 36       | 36       | 81       | 81       | 81       | 99       | 99       | 99       | 99       | 99       | 99       | 99       | 99       | 96       | 96       | 96       |
| Frankrijk           | 18       | 36       | 36       | 81       | 81       | 81       | 87       | 87       | 87       | 78       | 78       | 72       | 74       | 74       | 74       | 74       | 79       |
| Italië              | 18       | 36       | 36       | 81       | 81       | 81       | 87       | 87       | 87       | 78       | 78       | 72       | 73       | 73       | 73       | 73       | 76       |
| Luxemburg           | 4        | 6        | 6        | 6        | 6        | 6        | 6        | 6        | 6        | 6        | 6        | 6        | 6        | 6        | 6        | 6        | 6        |
| Nederland           | 10       | 14       | 14       | 25       | 25       | 25       | 31       | 31       | 31       | 27       | 27       | 25       | 26       | 26       | 26       | 26       | 29       |
| Denemarken          |          |          | 10       | 16       | 16       | 16       | 16       | 16       | 16       | 14       | 14       | 13       | 13       | 13       | 13       | 13       | 14       |
| Ierland             |          |          | 10       | 15       | 15       | 15       | 15       | 15       | 15       | 13       | 13       | 12       | 12       | 12       | 11       | 11       | 13       |
| Verenigd Koninkrijk |          |          | 36       | 81       | 81       | 81       | 87       | 87       | 87       | 78       | 78       | 72       | 73       | 73       | 73       | 73       | -        |
| Griekenland         |          |          |          |          | 24       | 24       | 25       | 25       | 25       | 24       | 24       | 22       | 22       | 22       | 21       | 21       | 21       |
| Portugal            |          |          |          |          |          | 24       | 25       | 25       | 25       | 24       | 24       | 22       | 22       | 22       | 21       | 21       | 21       |
| Spanje              |          |          |          |          |          | 60       | 64       | 64       | 64       | 54       | 54       | 50       | 54       | 54       | 54       | 54       | 59       |
| Zweden              |          |          |          |          |          |          |          | 22       | 22       | 19       | 19       | 18       | 20       | 20       | 20       | 20       | 21       |
| Finland             |          |          |          |          |          |          |          | 16       | 16       | 14       | 14       | 13       | 13       | 13       | 13       | 13       | 14       |
| Oostenrijk          |          |          |          |          |          |          |          | 21       | 21       | 18       | 18       | 17       | 19       | 19       | 18       | 18       | 19       |
| Cyprus              |          |          |          |          |          |          |          |          | 6        | 6        | 6        | 6        | 6        | 6        | 6        | 6        | 6        |
| Estland             |          |          |          |          |          |          |          |          | 6        | 6        | 6        | 6        | 6        | 6        | 6        | 6        | 7        |
| Hongarije           |          |          |          |          |          |          |          |          | 24       | 24       | 24       | 22       | 22       | 22       | 21       | 21       | 21       |
| Letland             |          |          |          |          |          |          |          |          | 9        | 9        | 9        | 8        | 9        | 9        | 8        | 8        | 8        |
| Litouwen            |          |          |          |          |          |          |          |          | 13       | 13       | 13       | 12       | 12       | 12       | 11       | 11       | 11       |
| Malta               |          |          |          |          |          |          |          |          | 5        | 5        | 5        | 5        | 6        | 6        | 6        | 6        | 6        |
| Polen               |          |          |          |          |          |          |          |          | 54       | 54       | 54       | 50       | 51       | 51       | 51       | 51       | 52       |
| Slovenië            |          |          |          |          |          |          |          |          | 7        | 7        | 7        | 7        | 8        | 8        | 8        | 8        | 8        |
| Slowakije           |          |          |          |          |          |          |          |          | 14       | 14       | 14       | 13       | 13       | 13       | 13       | 13       | 14       |
| Tsjechië            |          |          |          |          |          |          |          |          | 24       | 24       | 24       | 22       | 22       | 22       | 21       | 21       | 21       |
| Bulgarije           |          |          |          |          |          |          |          |          |          |          | 18       | 18       | 18       | 18       | 17       | 17       | 17       |
| Roemenië            |          |          |          |          |          |          |          |          |          |          | 35       | 33       | 33       | 33       | 32       | 32       | 33       |
| Kroatië             |          |          |          |          |          |          |          |          |          |          |          |          |          | 12       | 11       | 11       | 12       |
| totaal              | 78       | 142      | 198      | 410      | 434      | 518      | 567      | 626      | 788      | 732      | 785      | 736      | 754      | 766      | 751      | 751      | 705      |

## Fracties in het Europees Parlement
Hoewel de parlementariërs per land worden gekozen, kunnen zij een fractie in het Europees Parlement gaan vormen, ook politieke familie of partijfamilie genoemd. Zo'n Europese fractie moet ten minste 25 afgevaardigden tellen uit minimaal een kwart van de lidstaten, anders geldt zij niet als een fractie, en heeft dan veel minder faciliteiten in het parlement. Deze fracties kiezen elk een lijsttrekker voor de functie van voorzitter van de Europese Commissie, de zogenaamde Spitzenkandidat. Er bestaat geen sterke fractiediscipline wat meebrengt dat bijvoorbeeld de Belgische nationale partij Open Vlaamse Liberalen en Democraten (Open Vld) en de Nederlandse Volkspartij voor Vrijheid en Democratie (VVD), die zich beide tot de politieke familie Alliantie van Liberalen en Democraten voor Europa (ALDE) rekenen, in het Europees Parlement hun eigen zichtwijze kunnen uitdragen.
De twee grootste fracties zijn de Europese Volkspartij (EVP) van conservatieve- en christendemocratische partijen en de Progressieve Alliantie van Socialisten en Democraten (S&D), de sociaaldemocraten, waarbij. Verder zijn er de liberalen, ALDE, die in 2024 aan de bredere groep Renew Europe meedoen, de Groenen / Vrije Europese Alliantie, de nationaalconservatieven in de Europese Conservatieven en Hervormers ECR, een linkse fractie The Left en een extreemrechtse fractie Identiteit en Democratie.
De samenwerking in de fracties ligt niet vast en is aan verandering onderhevig. Na de verkiezingen voor het Europarlement bekijken alle nationale politieke partijen opnieuw bij welke Europese fractie ze zich willen aansluiten. De andere deelnemers aan een fractie moeten daarmee instemmen. Als een gekozen lid of nationale partij bij geen enkele fractie welkom is kunnen ze wel lid worden van het parlement. Ze vallen dan onder de zogeheten niet-ingeschrevenen.

## Verkiezingen

### Verleden
De volgende verkiezingen voor het Europees Parlement hebben plaatsgevonden:
- 1979-1984: 1e verkiezingen (410 zetels en 9 EG-landen, België, Nederland, Luxemburg, Frankrijk, Duitsland, Italië, Verenigd Koninkrijk, Ierland en Denemarken)
- 1981: tussentijdse verkiezingen (24 zetels in Griekenland)
- 1984-1989: 2e verkiezingen (434 zetels en 10 EG-landen)
- 1987: tussentijdse verkiezingen (24 zetels in Portugal en 60 zetels in Spanje)
- 1989-1994: 3e verkiezingen (508 zetels en 12 EG-landen)
- 1994-1999: 4e verkiezingen (567 zetels en 12 EU-landen)
- 1995: tussentijdse verkiezingen (21 zetels in Oostenrijk, 16 zetels in Finland en 22 zetels in Zweden)
- 1999-2004: 5e verkiezingen (626 zetels en 15 EU-landen)
- 2001: tussentijdse verkiezingen (153 zetels en 10 landen, Polen, Cyprus, Hongarije, Tsjechië, Slowakije, Estland, Letland, Litouwen, Slovenië en Malta)
- 2004-2009: 6e verkiezingen (732 zetels en 25 EU-landen)
- 2007: tussentijdse verkiezingen (18 zetels in Bulgarije en 35 zetels in Roemenië)
- 2009-2014: 7e verkiezingen (736 zetels en 27 EU-landen) (na ratificatie van het Verdrag van Lissabon: 754 zetels en 27 EU-landen)
- 2013: tussentijdse verkiezingen (12 zetels in Kroatië)
- 2014-2019: 8e verkiezingen (751 zetels en 28 EU-landen)
- 2019-2024: 9e verkiezingen (751 zetels en 28 EU-landen) (na uittreding van het Verenigd Koninkrijk: 705 zetels en 27 EU-landen)[4]

### Eerstvolgende verkiezing
De eerstvolgende verkiezingen voor het Europees Parlement worden gehouden in 2029.

## Resultaten
| |                                                                                                |                                                      |                                            |
| Verkiezingsresultaten per politieke fractie, van 1979 tot 2019. \| ■ Links ■ Socialisten ■ Groenen en regionalisten ■ Groenen \| ■ CDI of TGI ■ Niet-fractiegebonden ■ Liberalen en Democraten ■ Radicale Alliantie (Liberalen) \| ■ EVP ■ Forza Europa ■ Conservatieven ■ Eurosceptici \| ■ Nationaal-conservatieven ■ Extreemrechts \| |                                                                                                |                                                      |                                            |
| ■ Links ■ Socialisten ■ Groenen en regionalisten ■ Groenen | ■ CDI of TGI ■ Niet-fractiegebonden ■ Liberalen en Democraten ■ Radicale Alliantie (Liberalen) | ■ EVP ■ Forza Europa ■ Conservatieven ■ Eurosceptici | ■ Nationaal-conservatieven ■ Extreemrechts |

| ■ Links ■ Socialisten ■ Groenen en regionalisten ■ Groenen | ■ CDI of TGI ■ Niet-fractiegebonden ■ Liberalen en Democraten ■ Radicale Alliantie (Liberalen) | ■ EVP ■ Forza Europa ■ Conservatieven ■ Eurosceptici | ■ Nationaal-conservatieven ■ Extreemrechts |

## Na de verkiezingen

### Bezetting hoge posten
Vrijwel direct na de verkiezingen gaan de regeringsleiders en gekozen staatshoofden van de lidstaten, de Europese Raad, met elkaar in overleg over voordracht van kandidaten voor de belangrijkste te verdelen posten in de Europese Unie. Daarbij moeten ze rekening houden met de verkiezingsuitslag. Het gaat onder meer om de voorzitters van de Europese Commissie, de Europese Raad en van het Europees Parlement en om de EU buitenlandchef, officieel de hoge vertegenwoordiger van de Unie voor Buitenlandse Zaken en Veiligheidsbeleid. Op de eerste EU-top van regeringsleiders na de verkiezingen, wordt de nieuwe voorzitter van de Europese Commissie voorgedragen. Het nieuw samengestelde Europees Parlement neemt de uiteindelijke besluiten, waar over het algemeen overleg aan vooraf gaat tussen de verschillende fracties en de meest kanshebbende kandidaten.
Na het zomerreces volgen voordrachten van de nieuwe Eurocommissarissen, die daarna allemaal moeten verschijnen bij hoorzittingen in het Europees Parlement; een procedure die enige maanden kan duren.

### Indeling fracties
In de weken na de verkiezingen moeten alle nationale partijen besluiten bij welke Europese fractie ze de komende zittingsperiode willen gaan horen en de nieuw gevormde fracties kiezen hun voorzitters. De fracties worden vanuit de Unie financieel ondersteund om hun werk te doen en hebben een vinger in de pap bij verdeling van (parlementaire) posten en bezetting van de parlementaire commissies.